# Cruz de Guerra
La Cruz de Guerra es una medalla española concedida a los militares españoles que hubieran realizado actos o servicios muy destacados en combate. La adquisición de esta condecoración lleva consigo la calificación de "valor reconocido" en la hoja de servicios del galardonado.

## Cruz de Guerra establecida en 1938
Por Orden Circular de 29 de marzo de 1938 (BOE, n.º 526) se crea la Cruz de Guerra diferenciándola de la Real y Militar Orden de María Cristina y  la Real y Militar Orden Naval de María Cristina, que fueron modificadas en 1931, aunque manteniendo el diseño.
El motivo de la concesión será el haber realizado actos o servicios muy destacados que tuvieran extraordinaria eficacia para el desarrollo de la batalla o combate.

### Categorías

#### Gran Cruz
Banda de cinta ancha, que se llevará terciada del hombro derecho al lado izquierdo, con los extremos unidos por lazo, del que penderá la cruz descrita para la tropa. El color de la cinta, azul celeste, con una lista blanca central, de anchura igual a la cuarta parte de la total de la banda. Cruz de plata oxidada, con filete de oro y brazos iguales; en el centro, corona también de oro y cuatro espadas del mismo metal cruzadas, sólo visibles los puños de ellas en los ángulos de la cruz.

#### Cruz de Guerra paraJefes
Forma de placa, con escudo central de esmalte; cruz, hojas de laurel y cuatro espadas de oro brillante sobre ráfagas de plata oxidada; entre el escudo y el laurel, un círculo de esmalte azul oscuro, con la leyenda en letras de oro «Al mérito en campaña». Sobre el brazo superior, al extremo, una corona; simétricamente en el inferior, un castillo, y en los extremos de los brazos laterales, leones, todo ello de plata brillante. Sobre el brazo superior, y apoyado en el círculo azul, un rectángulo de plata para la fecha de concesión. La repetición de esta condecoración se indicará por rectángulos, como el indicado sobre los demás brazos de la cruz.

#### Cruz de Guerra paraOficiales y Suboficiales
Forma de placa, con escudo central de esmalte; cruz, hojas de laurel y cuatro espadas de oro brillante sobre ráfagas de bronce mate; entre el escudo y el laurel, un círculo de esmalte rojo, con la leyenda en letras de oro «Al mérito en el Campaña». Sobre el brazo superior, al extremo, una corona; simétricamente en el inferior, un castillo, y en los extremos de los brazos laterales, leones, todo ello de plata brillante. Sobre el brazo superior, y apoyado en el círculo rojo, un rectángulo de plata para la fecha de concesión. La repetición de esta condecoración se indicará por rectángulos, como el indicado sobre los demás brazos de la cruz.

#### Cruz de Guerra paraCabos y Soldados
Cruz de plata oxidada, con filete de oro y brazos iguales; en el centro, corona también de oro y cuatro espadas del mismo metal cruzadas, sólo visibles los puños de ellas en los ángulos de la cruz; por medio de una anilla dorada penderá de una cinta azul celeste, con lista blanca en el centro, de una cuarta parte de anchura del total y pasada por una hebilla de oro de tipo corriente.
- Las cruces podían ser también acompañadas por hojas de palma, concediéndose al personal que, habiendo sido propuesto para Avance en la escala o Medalla Militar, no llenase plenamente las condiciones señaladas, pero sí las reuniese superiores a las exigidas para la Cruz de Guerra.

Según el reglamento,  la posesión de esta recompensa otorgaba a la persona distinguida (antes de 2003) el tratamiento correspondiente al empleo inmediato superior al que ostentase el receptor.

## Cruz de Guerra por el R.D. 1040/2003
Definida por el Real Decreto 1040/2003, de 1 de agosto (BOD. Núm. 177) como la recompensa militar ejemplar que tiene por objeto premiar a aquellas personas que, con valor, hayan realizado acciones o hechos de gran eficacia, o hayan prestado servicios sobresalientes, durante un período continuado, dentro de un conflicto armado o de operaciones militares que impliquen o puedan implicar el uso de fuerza armada, y que conlleven unas dotes militares o de mando muy señaladas. Este decreto ha eliminado las categorías e insignias correspondientes que fueron establecidas en la Orden de 29 de marzo de 1938.

### Descripción
En el anverso se aprecia una cruz en oro brillante que terminarán en punta triangular, coincidente con la base triangular de la punta, todo ello de escamas abrillantadas y bordeado por un filete en oro. Acolado al centro de la cruz, escudo circular cuartelado y fileteado en oro, de esmaltes: primero, de Castilla; segundo, de León; tercero, de Aragón, y cuarto, de Navarra; entado en punta Granada y escusón en su centro de Borbón-Anjou. El todo está enmarcado por bordura en azul más oscuro fileteada en oro, de tres milímetros de ancho, con la inscripción en oro: «Al valor militar», separada, entre su inicio y su final, por estrella de seis puntas en oro. A su vez, acoladas a la parte posterior de la cruz, dos ramas de laurel frutadas en oro de contorno circular y exteriores al escudo cuartelado descrito. Formando ángulos de 45 grados respecto a los brazos de la cruz, cuatro espadas en oro con las empuñaduras hacia el exterior, acoladas detrás de las ramas de laurel. Sobre el brazo superior de la cruz, al extremo, corona real en sus colores bajo la cual irá un rectángulo de tres milímetros de ancho por seis de largo, en plata brillante, con la fecha de concesión; simétricamente, en el brazo lateral derecho y a su extremo, emblema del Ejército de Tierra en plata brillante, y en los extremos de los brazos inferior e izquierdo, emblemas de la Armada y del Ejército del Aire, en el mismo metal. El reverso liso. La cinta irá unida a la cruz por una anilla oblonga. Será de seda y de 30 milímetros de ancho, dividida en tres partes, en sentido longitudinal: la central, de ocho milímetros de ancho, de color blanco, y las laterales, de 11 milímetros de ancho y color azul. Esta cinta tendrá 30 milímetros de longitud a la vista y se llevará sujeta por una hebilla dorada de la forma y dimensiones proporcionadas y usuales para esta clase de condecoraciones.

## Desposesión de distinciones
El agraciado con cualesquiera de las categorías que haya sido sentenciado por la comisión de un delito doloso o pública y notoriamente haya incurrido en actos contrario a las razones determinantes de la concesión de la distinción podrá, en virtud de expediente iniciado de oficio o por denuncia motivada, y con intervención del Fiscal de la Real Orden, ser desposeído del título correspondiente a la distinción concedida, decisión que corresponde a quien la otorgó.